# Pterolophia carinipennis
Pterolophia carinipennis là một loài bọ cánh cứng trong họ Cerambycidae.